# Войско средневековой Болгарии
Шаблон:История болгарской армии

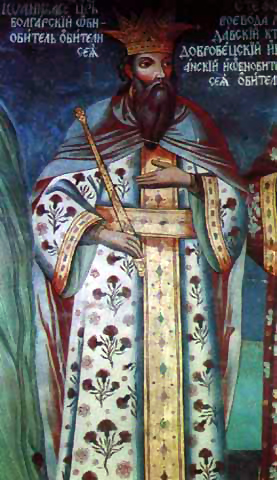
Царь Иван Асень II, при котором территория Болгарского царства была значительно увеличена.

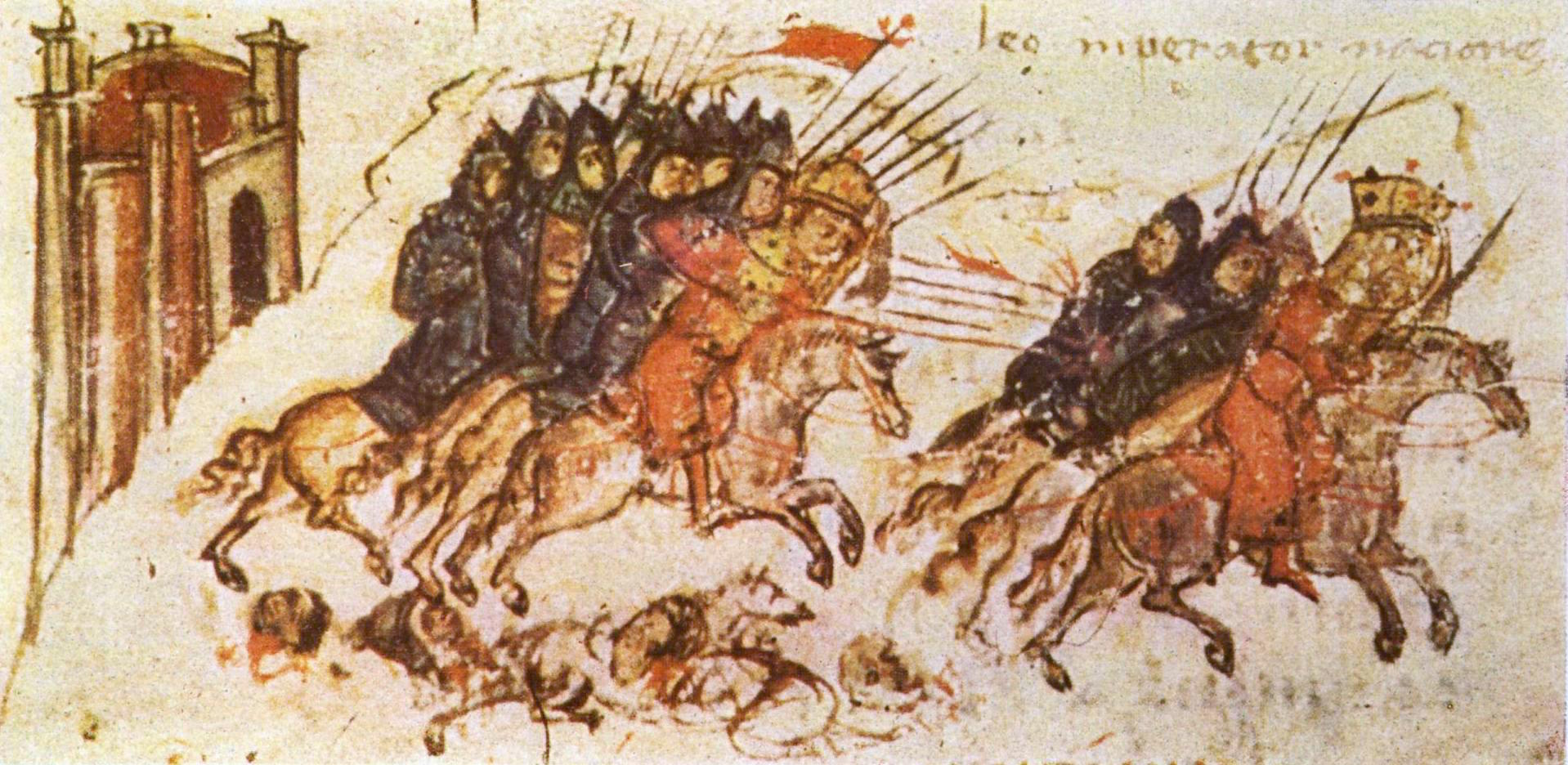
Болгары сокрушают византийскую армию в битве при Версиникии.

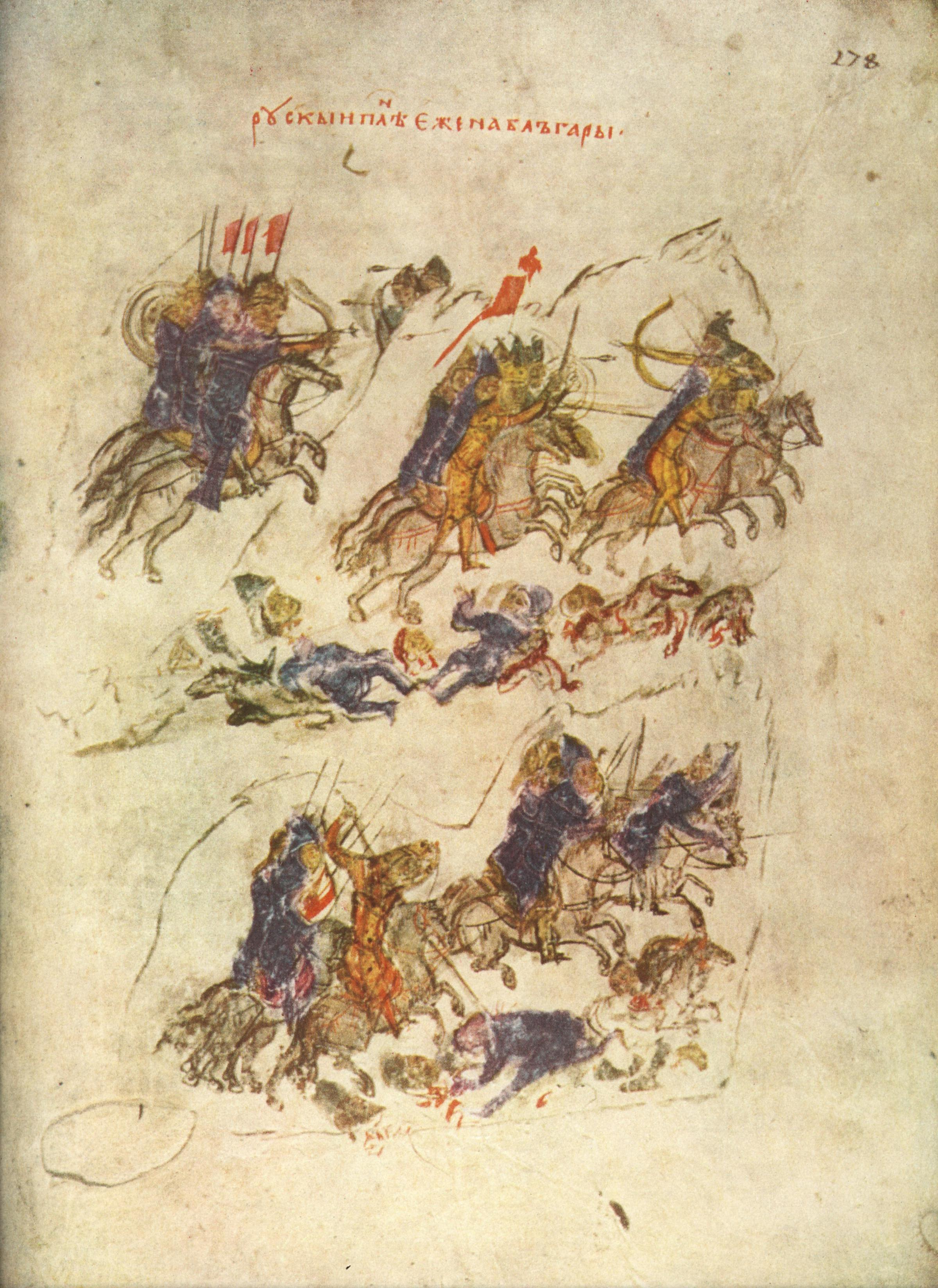
Вторжение русов в Болгарию.

Средневековое болгарское войско (болг. Средновековна българска армия) — вооружённые силы Первого и Второго Болгарских царств.
В первое десятилетие после основания государства войско состояло из кавалерии, в который служили болгары, и пехоты, в которой служили славяне. Ядро болгарского войска в то время составляла тяжёлая конница численностью 12 000 — 30 000 человек.
В конце IX — начале X века войско Болгарского царства являлось одной из крупнейших и сильнейших армий Европы. Как свидетельствуют документы, нежелание византийцев воевать с болгарами было тесно связано с её мощью.